# 1367

## أحداث
- 18 يناير - فرناندو الأول يتولى عرش البرتغال بعد وفاة أبيه بيدرو الأول.
- 3 أبريل - معركة ناجرة بين بيدرو القاسي بمساعدة من إدوارد الأمير الأسود ضد شقيقه هنري تراستامارا.

## مواليد
- ابن الصائغ (خطاط)
- ابن حجة الحموي
- ريتشارد الثاني ملك إنجلترا

## وفيات
- ابن نباتة المصري